# Samba Jallow
Samba M. J. Jallow (* 3. Februar 1974) ist ein gambischer Politiker.

## Leben
| Parlamentswahl | Stimmen      | Stimmanteil   |
| -------------- | ------------ | ------------- |
| 2002           | nicht belegt | nicht gewählt |
| 2007           | 946          | 47,47 %       |
| 2012           | 1.194        | 55,87 %       |
| 2017           | 1.253        | 55,61 %       |
| 2022           | 1.132        | 40,49 %       |

Samba Jallow trat bei der Wahl zum Parlament 2002 als Kandidat der National Reconciliation Party (NRP) im Wahlkreis Niamina Dankunku in der Janjanbureh Administrative Region an. Er unterlag seinen Gegenkandidaten Kebba B. Nget von der APRC. Bei der Wahl zum Parlament 2007 trat er erneut im selben Wahlkreis an. Mit 47,47 % konnte er den Wahlkreis nicht für sich gewinnen, sein Gegenkandidat Essa Saidykhan (APRC) gewann diesen Wahlkreis.
Bei der Wahl zum Parlament 2012 trat Jallow erneut im selben Wahlkreis an. Mit 55,87 % konnte er den Wahlkreis diesmal vor Kebba B. Nget (APRC) für sich gewinnen. Für die Legislaturperiode 2012–2017 fungierte Jallow als Sprecher der Minderheitsfraktion (englisch Minority Leader). Vor der Präsidentschaftswahl 2016 wirkte Jallow in der Führung der Coalition 2016 mit, einer oppositionellen Koalition die zum Wahlsieg Adama Barrow verhalf. Jallow trat bei der Wahl zum Parlament 2017 wieder im Wahlkreis Niamina Dankunku an. Mit 55,61 % konnte er den Wahlkreis vor Alagie Jallow (GDC) und Essa Saidykhan (parteilos) für sich gewinnen.
Bei den Parlamentswahlen 2022 erreichte Jallow als NRP-Kandidat erneut die meisten Stimmen im Wahlkreis Niamina Dankunku und wurde Mitglied der 6. Gambischen Nationalversammlung.